# Jackie Blanchflower
John "Jackie" Blanchflower (7 de març de 1933 - 2 de setembre de 1998) fou un futbolista nord-irlandès de la dècada de 1950.
Fou internacional amb la selecció d'Irlanda del Nord. Pel que fa a clubs, defensà els colors del Manchester United, on jugà durant tota la seva carrera.
Formava part de l'equip del ManU que el 6 de febrer de 1958 patí un accident aeri, el conegut desastre aeri de Múnic. Va sobreviure a l'accident però no va tornar a jugar al futbol.
For germà del també futbolista Danny Blanchflower.